# ベルガリアード物語シリーズの登場人物
ベルガリアード物語シリーズの登場人物（ベルガリアードものがたりシリーズのとうじょうじんぶつ）では、アメリカの作家デイヴィッド・エディングスによって書かれたファンタジー小説『ベルガリアード物語』および続編の『マロリオン物語』、前日譚となる『魔術師ベルガラス』、『女魔術師ポルガラ』に登場する架空の人物を列挙する。

## 旅の仲間
※【】内は予言に登場する呼び名、《》内は登場する作品のタイトルである。無記の場合は全作品に登場している。
ガリオン（Garion）：【選ばれし者】、【光の子】、【神をほふる者】
『ベルガリアード物語』、『マロリオン物語』の主人公。ベルガリオン（Belgarion）を参照。
ベルガラス（Belgarath）：【愛される永遠なる者】
七千年の時を生きる老魔術師。『魔術師ベルガラス』の主人公。詳細はベルガラスを参照。
ポルガラ（Polgara）
ベルガラスの娘でガリオンの育ての親。『女魔術師ポルガラ』の主人公。詳細はポルガラを参照。
セ・ネドラ（Ce'Nedra）：【世界の女王】
トルネドラ帝国の皇女。わがままでおてんば。詳細はセ・ネドラを参照
ダーニク（Durnik）：【二つの命を持つ男】
ファルドー農園の善良な鍛冶屋。詳細はダーニクを参照。
バラク（Barak）：【恐ろしい熊】 《ベルガリアード物語》《マロリオン物語》
巨漢のチェレクの戦士。詳細はバラク (ベルガリアード物語)を参照。
シルク（Silk）：【案内人】《ベルガリアード物語》《マロリオン物語》
ドラスニアの王子にして商人、盗賊、スパイ。詳細はケルダー王子を参照。
レルドリン（Lelldorin）：【弓師】《ベルガリアード物語》《マロリオン物語》
アストゥリア・アレンドの貴族にして弓の名手。詳細はレルドリンを参照。
マンドラレン（Mandorallen）：【護衛の騎士】《ベルガリアード物語》《マロリオン物語》
ミンブレイト･アレンド最強の騎士。詳細はマンドラレンを参照。
ヘター（Hettar）：【馬の首長】《ベルガリアード物語》《マロリオン物語》
アルガリアの次期族長。馬と会話できる。詳細はヘターを参照。
レルグ（Relg）：【盲目の男】《ベルガリアード物語》《マロリオン物語》
ウルゴの予言者。信仰に身を捧げている。詳細はレルグを参照。
タイバ（Taiba）：【絶えた種族の母】《ベルガリアード物語》《マロリオン物語》（※マロリオンに関しては名前のみ登場）
滅びた種族マラグ人の生き残り。詳細はタイバを参照。
エランド（Errand）：【珠かつぎ】《ベルガリアード物語》《マロリオン物語》
ありえないほどに純真無垢な少年。詳細はエリオンド（Eriond）を参照。
リセル（Liselle）：【女狩人】《マロリオン物語》
ドラスニアの腕利きの女スパイ。詳細はリセルを参照。
トス（Toth）：【物いわぬ男】《マロリオン物語》
ダル人の巨漢でシラディスの従者。ダーニクの親友。詳細はトス (マロリオン物語)を参照。
サディ（Sadi）：【男ならぬ男】《ベルガリアード物語》《マロリオン物語》
ニーサの女王サルミスラに仕える宦官。詳細はサディ (ベルガリアード物語)を参照。
ザカーズ（Zakath）：【からっぽの者】《ベルガリアード物語》《マロリオン物語》
マロリー帝国の皇帝。詳細はザカーズを参照。
ポレドラ（Poledra）：【見張り女】
ベルガラスの妻。死去したと思われていたが・・。詳細はポレドラを参照。
ヴェラ《ベルガリアード物語》《マロリオン物語》
ナドラクの踊り子。ヤーブレックの所有だったが（奴隷ではない。ナドラクでは形式上女性は男性の所有物として扱われるが、その売買は女性側の意志による）、様々な経緯から一行と行動を共にする。後にベルディンといい仲になる。

## 魔術師
※内は登場する作品のタイトルである。無記名の場合は全作品に登場している。
ベルディン（Beldin）
アルダーの弟子の１人。醜い外見に美しい心と鋭い知性を持つ。青い鷹の姿を好む。詳細はベルディンを参照。
ベルティラ（Beltira）とベルキラ（Belkira）
アルダーの弟子で、アローン人の双子。兄弟弟子にも区別が付かないほどよく似ている。詳細はベルティラとベルキラを参照。
ベルマコー（Belmakor）《魔術師ベルガラス》
アルダーの弟子でメルセネ人。洗練された物腰の持ち主だが、感激屋で涙もろい。民族的な建築への素養を持つ。詳細はベルマコーを参照。
ベルサンバー（Belsambar）《魔術師ベルガラス》
アルダーの弟子でアンガラク人。純朴な人柄で、芸術家肌。詳細はベルサンバーを参照。

## 諸国の王族・貴族
アンヘグ王 (King Anheg)
チェレクの王。「海賊の王」と自称するに相応しい風体と親しみやすい威厳の持ち主。
イスレナ王妃 (Queen Islena)
チェレクの王妃。神秘主義者で魔法や熊神教に傾倒している。
グレルディク船長
チェレク一の船乗り。度々ガリオン達の足となって海を行く。
メレル
バラクの妻、トレルハイム伯爵夫人。バラクとの仲はぎくしゃくしている。
ローダー王 (King Rhodar)
ドラスニアの王。でっぷりした巨体に最高の策謀家の頭脳を持つ。
ポレン王妃 (Queen Porenn)
ドラスニアの小柄な王妃。夫の代理を難なくこなして国を切り回す知性の持ち主。
ジャヴェリン
ドラスニアのスパイの元締め。ケンドン辺境伯という爵位を持つ。リセルの伯父。
チョ・ハグ王 (King Cho-Hag)
アルガリアの王。負傷で足を悪くしているが、馬上では誰よりも機敏な戦士。
シラー王妃 (Queen Silar)
アルガリアの王妃。
アダーラ
アルガリアの族長家の血筋で、ガリオンの母方のいとこ。
フルラク王 (King Fulrach)
センダリアの王。どこか庶民的な雰囲気の持ち主。
ライラ王妃 (Queen Layla)
センダリアの王妃。子だくさんで、女性、また母としてかなりのやり手。船旅を死ぬほど恐れている。
ブレンディグ
センダリアの実直な軍人で準男爵。ガリオン達とは何かと縁がある。
ラン・ボルーン23世 (Ran Borune the 23rd)
トルネドラの皇帝でかなりの高齢。亡き妻に似た娘のセ・ネドラを溺愛している。
ジーバース
セ・ネドラの家庭教師。うぬぼれ屋な所があったが、後にはすっかり丸くなる。
ブランド (Brand)
王に代わって島を統治するリヴァの『番人』。この名は代々継がれるもので、彼個人の本名は明らかではない。
オルバン (Olban)
ブランドの末の息子。ある事件を引き起こす。
コロダリン王 (King Korodullin)
アレンディアの年若き王。アレンディアの王は代々この名を名乗る。
マヤセラーナ王妃 (Queen Mayaserana)
アレンディアの王妃。アレンディアの王妃は代々この名を名乗る。
サルミスラ女王 (Queen Salmissra)
ニーサの女王にしてイサ神の巫女。ニーサの女王は代々この名を名乗る。
ザンサ女王 (Queen Xantha)
ドリュアドの森に住むドリュアド達の女王。
ゴリム
ウルゴ人の指導者で代々この名を継ぐ。『世界でもっとも聖なる人』と呼ばれる。
タウル＝ウルガス王 (Taur Urgas)
マーゴ人の王。狂気に冒されている。
ウルギット王 (King Urgit)
タウル＝ウルガスの息子で、彼の後を継いで王になった。
ドロスタ・レク・タン
ナドラクの王。一見ただの放蕩者だが、実の所は油断ならないくせ者。

## 庶民
ファルドー
ガリオンが育ったファルドー農園の主。道徳家で信心深く、使用人達に慕われている。
ズブレット
ガリオンの幼なじみでチャーミングな金髪の少女。
ランドリグ
ガリオンの幼なじみの大柄な少年。アレンド人。
ドルーン
ガリオンの幼なじみの小柄な少年。
マルテ
チェレクの盲目の魔女。予言と幻視の力を持つが、余りいい事には使わない。
ラメールとデットン
アレンディアの農奴。後にセ・ネドラの軍に参加する。
ヤーブレック
ナドラク人の抜け目のない商人で、シルクの旧友。国王とも繋がりを持つ。

## 敵
アシャラク（Asharak）
ガリオンを執拗に追いかけるグロリム。本名はチャンダーと言い、クトゥーチクの部下である。ガリオンの両親の仇。
ブリル（Brill）
独立した小作人の代わりにファルドー農園にやって来た無愛想な男。本名はコルドッチといい、クトル・マーゴスに拠点を持つ暗殺者集団ダガシに属するプロの暗殺者。
クトゥーチク（Ctuchik）
ゼダー、ウルヴォンと並ぶ『トラク三大弟子』のひとり。高僧グロリム。クトル・マーゴスのラク・クトルの神殿に居を構える。ベルガラスと魔術による死闘を繰り広げるが……。
ナチャク（Nachak）
クトル・マーゴスから来たアレンディアの大使。ひそかにアレンディアの王コロダリンを暗殺する計画をレルドリンたちに持ちかけていた。
ゼダー（Zedar）
『トラク三大弟子』のひとり。かつてはベルガラスと同じアルダー神の弟子で、ベルゼダーの名を貰い受けていたが、師と兄弟を裏切る。少年エランドを使ってリヴァから《アルダーの珠》を盗んだ。物語の終盤でポルガラにアルダーを裏切った理由を語る。そして、ベルガラスによって世界の終焉まで続く苦しみを与えられることとなる。
ザンドラマス (Zandramas)
元グロリムでトラクの後に現れた『闇の子』。ガリオンの息子を誘拐する。
ウルヴォン (Urvon)
トラク三大弟子の１人で、唯一生き残った。トラク亡き後の実権を得ようと活動を続ける。

## 神々
アルダー（Aldur）
人間を創造した神のなかで、唯一自身の民を持たなかった神。兄弟のなかでは最年長である。民を持つ代わりに、《言葉》と《意志》の力を若者たちに教え、ベルガラスをはじめとする魔術師を育て上げた。また、自分たちの創造物の研究に没頭するなか、川原の石を転がし、光の運命を秘めた《アルダーの珠》を創造した。この《珠》の存在が物語のキーとなる。
ベラー（Belar）
アローン人の神。兄弟のなかで最も若い。兄アルダーと結託してトラクから《アルダーの珠》を奪還すべく、民を治めていた王族にトラクのいるマロリーに行くよう命じた。のちに《アルダーの珠》の守護者となったリヴァ王国の祖《鉄拳》リヴァのために、空からふたつの星を降らせた。リヴァはこの星で巨大な剣を作り、柄頭に《アルダーの珠》をはめこんだ。
※アローン人はのちに、リヴァ人・チェレク人・ドラスニア人・アルガリア人に分化する。
チャルダン（Chaldan）
アレンド人の神。
※アレンド人はのちに、アスター人・ミンブル人・ワキューン人に分化し、民族紛争が激しくなる。そのうちワキューン人の殆どは彼らの都とともに滅び、センダリア人の祖となることになる。
イサ（Issa）
ニーサ人の神。非常に怠惰な性格で、長いこと眠り続けていた。彼に仕えていた巫女サルミスラを寵愛していたが、数千年ぶりに覚醒した彼が直面した現実はあまりにも悲しいものだった。
ネドラ（Nedra）
トルネドラ人の神。強欲であると同時に駆け引きを好む。その性格は商売と金が大好きな民にも反映されている。自身の民がマラゴー人を虐殺したことを知った彼は、罰としてマー・テリンの修道士たちにマラゴー人の魂を慰め、無事に昇天させる使命を与えた。
マラ（Mara）
マラゴー人の神。兄弟ネドラの民・トルネドラ人によって自身の民が滅ぼされたことを嘆き、数千年たった今もマー・アモンの遺跡で民の亡霊たちの亡骸を抱いて慟哭する日々を送る。トルネドラ人を激しく憎むが、やがて【絶えた種族の母】タイバの存在を知ることとなる。
トラク（Torak）
アンガラク人の神。この物語における【闇の子】で、『アンガラクの竜神』『隻眼の邪神』と人間から恐れられている。兄アルダーから《アルダーの珠》を盗み、それを取り戻すべく兄弟や彼らが率いる人間と戦争を起こした際、《アルダーの珠》を天にかかげ、大陸を東と西に二分した。その結果、《珠》が発した青い炎により、《珠》をかかげ持っていた左腕と顔の左半分を火傷で激しく損傷し、《珠》を見つめていた左目を失った。現在は東方大陸のどこかで深い眠りについている。
※のちにアンガラク人はマロリー人・ナドラク人・タール人・マーゴ人に分けられた。
ウル（UL）
神々の父。ウルゴ人の神。世界の創造に唯一加わらなかった。ゴリムという男の長時間にわたる祈りと忍耐に心を動かされ、息子たちから見捨てられた人間の一部の神になった。

## 悪魔・怪物
モージャ

ナハズ

## その他
グロデグ
熊神教の高僧。チェレクやアローン全体を熊神教の支配下に置こうと暗躍する。
“沼の魔女”ヴォルダイ
ベルガラスのような魔術師ではないが、「力」を持っていたために迫害され、ドラスニアの沼の中で“沼獣”と呼ばれる生き物たちと共に暮らす老魔女。
名無しの金鉱掘り
ナドラクの山中を彷徨う老人。金鉱の場所は知っているが、山中を彷徨う事自体に意義を見いだしているらしく、みすぼらしい身なりのままで山から山へ彷徨っている。
“えび足”のセンジ
メルセネの錬金術師。魔術師でもある。重要な知識をベルガラス達に伝える。
「声」/『ガリオンの友人』
ガリオンの頭の中に語りかける声。ベルガラスやポルガラにも語りかける事がある。作品全体を通して重要な役割を受け持つ。